# Сергияков, Владимир Николаевич
Влади́мир Никола́евич Сергия́ков (род. 8 апреля 1950, Горошиха, Красноярский край)— артист Приморского краевого академического драматического театра имени Максима Горького, Народный артист Российской Федерации (2011).

## Биография
Родился 8 апреля 1950 года в поселке Горошиха Красноярского края.
- В 1977 г. окончил театральный факультет Дальневосточного педагогического института искусств по специальности «Актер драматического театра и кино» (мастерская С. З. Гришко).
- В 1977—1979 гг. — Приморского краевого драматического театра.
- В 1979—1984 гг. — артист драматического театра Комсомольска-на-Амуре.
- 1985—1986 г.г. — артист Государственного русского драматического театра Улан-Удэ.
- С 1991 г. и по настоящее время — вновь артист Приморского краевого драматического театра.

В 1998 г. — присвоено почетное звание «Заслуженный артист Российской Федерации».
В 2011 г. — присвоено почетное звание «Народный артист Российской Федерации».

## Сыгранные роли
- Буштец — «Рядовые» (А. Дударев);
- Разумихин — «Преступление и наказание» (Ф. Достоевский);
- Шут — «Гамлет» (У. Шекспир);
- Жорж — «Ужасные родители» (Ж. Кокто);
- Мастер — «Мастер и Маргарита» (М. Булгаков);
- Ислаев — «Прощайте навсегда!» (И. Тургенев);
- Калошин — «Провинциальные анекдоты» (А. Вампилов);
- Франк — «Летучая мышь» (И. Штраус);
- Марк Антоний — «Юлий Цезарь» (У. Шекспир);
- Дервоед — «Рядовые» (А. Дударев);
- Атаман Платов — «Левша» (В. Дмитриев, Б. Рацер, В. Константинов);
- Ислаев — «Месяц в деревне» (И. Тургенев);
- Атаман Платов — «Как Иван за море ходил» (по мотивам сказа Н. Лескова «Левша»);
- Капулетти — «Ромео и Джульетта» (У. Шекспир).

## Роли текущего репертуара
- Тевье-молочник — «Поминальная молитва»
- Тиссаферн — «Забыть Герострата»
- Петр — «Шут Балакирев»
- Лорд и Баптиста — «Укрощение строптивой»
- Ильин — «Пять вечеров»
- Кулыгин — «Три сестры»
- Король — «Спящая красавица»
- Лебедев — «Иванов»
- Афанасий Пушкин — «Борис Годунов»
- Никулин — «С любимыми не расставайтесь»
- Сеня-Топун — «Биндюжник и Король»
- Джонатан Иеремия Пичем — «Трехгрошовая опера»
- Мрачный — «А по утру они проснулись…»
- Артемий Филиппович Земляника — «Инкогнито из Петербурга»
- Шарль Дюпон — «TOVARICH»